# Ingen kunde röra oss
Ingen kunde röra oss är en singel av det svenska rockbandet Kent som släpptes den 31 december 2012. Den 24 december skrev bandet på sin Twitter att en ny låt, "Ingen kunde röra oss", inspelad 17–18 december, skulle släppas på nyårsafton och att alla intäkter tillfaller Roks. På kvällen den 30 december twittrade bandet ut låtens text och vid midnatt släpptes låten på Itunes, Spotify och Wimp. Låten spelades live för första och hittills enda gången under Kents spelning på Tele2 Arena den 24 augusti 2013.